# Lista de publicações de quadrinhos da Editora Abril
A Editora Abril, editora brasileira sediada na cidade de São Paulo e pertencente ao Grupo Abril, foi durante mais de duas décadas a principal editora de histórias em quadrinhos no Brasil — publicando material de personagens mundialmente conhecidos e bem sucedidos do gênero, principalmente das duas principais editoras internacionais de quadrinhos, a DC e Marvel Comics (comercializando no país revistas de personagens como Homem-Aranha, Hulk, da Marvel, Superman (à época chamado de Super-Homem) e Batman, da DC Comics), mas também publicando histórias em quadrinhos do Universo Disney (como fez até junho de 2018), da Western Publishing Company, entre outras.
As histórias em quadrinhos de super-heróis, possivelmente o gênero mais bem sucedido da história das HQs, encabeçadas pelo material da Marvel e DC Comics, da qual a Editora Abril publicou os principais títulos e comercializou os principais e mais famosos personagens por cerca de vinte anos (de 1980 a 2003), foi encerrado em definitivamente em 2003, quando os direitos de publicação internacional (tanto dos personagens da Marvel Comics como da DC Comics) passaram para a editora Panini Comics, subsidiária da conglomerado italiano com filial no Brasil, Panini Group. Com isso, a Abril, até então, indiscutivelmente a principal editora de HQs no Brasil perdeu boa parte de seu status dentro do mercado — devido ao fato de que boa parte da venda de histórias em quadrinhos no Brasil venha das HQs de super-heróis, quase todas elas, ou da Marvel Comics ou da DC. Até a atualidade, o material dessas editoras são publicados pela Panini.

## Década de 50
- Raio Vermelho[4]

### Disney
- O Pato Donald (1950-2018)
- Mickey (1952-2018)

## Década de 60

### Disney
- Zé Carioca (1961-2018)
- Tio Patinhas (1963-2018)
- Clássicos Walt Disney (1969-1970)

### Diversos
- Diversões Escolares (1960-1963) - Renomeado como Diversões Juvenis depois da edição 17.

## Década de 70

### Disney
- Almanaque Disney (1970-2015; 2017-2018)
- Manuais Disney (1971-1986)
- Disneylândia (1971-1972)
- Edição Extra (1972-1993)
- Disney Especial (1972-1999; 2001-2004)
- As Melhores Piadas Disney (1976-1978)
- Clássicos de Walt Disney Em Quadrinhos (1977-1980)
- Clube do Mickey (1979-1980)
- Natal de Ouro (1979-1998; 2010-2016) - Renomeado como Natal de Ouro Disney na segunda série.

### Mauricio de Sousa
- Mônica  (1970-1986)
- Cebolinha (1973-1986)
- As Melhores Piadas da Turma da Mônica (1974-1978; 1985-1986)
- Almanaque da Mônica (1976-1986)
- Pelezinho (1977-1982)
- Almanaque do Cebolinha (1978-1986)
- Almanaque do Cascão (1979-1986)

### Warner
- Frajola e Piupiu (1974-1980; 1997-1999)
- Pernalonga (1975-1980)
- Patolino (1977-1980)
- Gaguinho (1977-1978)
- Bip-Bip (1977)

### Hanna-Barbera
- Os Flintstones e outros "bichos" (1972-1978; 1980-1983) - Renomeado apenas como Os Flintstones na segunda série.
- Heróis da TV (Série Hanna-Barbera) (1975-1978)
- Manda-Chuva (1975-1978; 1980-1986)
- Os Jetsons (1976-1977; 1983)
- Zé Colméia (1976-1978; 1980-1986)
- Scubidu Especial (1976-1977)
- Os Flintstones Especial (1977-1978)

### Marge
- Luluzinha (1974-1993)
- Bolinha (1975-1992)
- Almanaque Lulu e Bolinha (1976-1991)

### DePatie–Freleng
- A Pantera Cor-de-Rosa (1973-1988)
- O Inspetor (1978)
- Almanaque da Pantera Cor-de-Rosa e o O Inspetor (1977-1986)

### Marvel Comics
- Heróis da TV (Série Marvel) (1979 - 1988)
- Capitão América (1979-1997)
- Terror de Drácula (1979-1980)

### King Features Syndicate
- Popeye (1978-1979)
- Flash Gordon (1979)
- Nick Holmes (1979)

### Nacionais
- Revista Crás! (1974-1975)
- Satanésio (1975-1976)
- Turma do Pererê (1975-1976)
- Sacarrolha (1975-1976)
- Gabola (1976-1977)
- Cacá e Sua Turma (1977-1978)

### Diversos
- Diversões Juvenis (1973-1977)
- Faísca e Fumaça (1973-1976)
- Pica-Pau (1973-1988)
- O Gordo e o Magro (1973-1981)
- Jornada nas Estrelas (1975-1976)
- Diversões Infantis (1976-1977)
- Speed Racer (1976-1977)
- Super Mouse (1976-1980)
- Pancada (1977-1980)[5]
- Audax (1977-1978)
- Recruta Biruta (1979-1980)
- Almanaque do Pica-Pau (1979-1987; 1993-1994; 1999)

## Década de 80

### Disney
- Almanaque do Peninha (1981-1982; 1986-1993; 2010-2012)
- Peninha (1982-4; 2004-7)
- Pateta (1982-4; 2004-7; 2011-2018)
- Seleção Disney (1985-1993; 1997-1999)
- Disney Especialíssimo (1985-1999)
- Margarida (1986-1997; 2004-7)
- Almanaque do Mickey (1986-1996; 2010-2017)
- Almanaque do Pato Donald (1986-1997; 2010-2017)
- Almanaque do Tio Patinhas (1986-1996; 2010-2017)
- Almanaque do Zé Carioca (1986-1996; 2010-2017)
- Urtigão (1987-1994; 2006-7)
- Almanaque do Professor Pardal (1987-1995; 2010-2013)
- Almanaque do Urtigão (1987-1995)
- Almanaque da Margarida (1988-1996; 2010-2012)
- Almanaque do Pluto (1989-1990; 2010-2012)
- Almanaque do Gastão (1989-1993)

### Mauricio de Sousa Produções
- Cascão  (1982-1986)
- Chico Bento (1982-1986)

### Os Trapalhões-César Sandoval
- Revista em Quadrinhos dos Trapalhões (1988-1993)
- Almanaque dos Trapalhões (1988-1990)
- As Aventuras dos Trapalhões (1989-1994)

### Marvel Comics
- Superaventuras Marvel (1982-1997)
- Grandes Heróis da Marvel (1983-1999; 2000-2001)
- Homem-Aranha (1983-2000; 2000-2001)
- Hulk (1983-1997)
- A Espada Selvagem de Conan (1984-2001)
- X-Men - (1988-2000; 2000-2001)
- Superalmanaque Marvel (1989-1994)
- A Teia do Aranha (1989-2000)
- Heróis da TV - 1 a 112
- Marvel Especial - 1 a 10

### Ely Barbosa
- Turma da Fofura (1987-1989)
- O Gordo e Cia (1987-1989)
- Patrícia (1987-1989)

### DC Comics
- Superamigos - 1 a 44
- Super-Homem - (1984-1996; 1996-2000)
- Batman (1984-1985; 1987-1988; 1990-1992; 1995-1996; 1996-2000; 2000-2002; 2002)
- Novos Titãs (1986-1996)
- Superpowers (1986-1996)
- Batman - O Cavaleiro das Trevas (1987;1997)
- Watchmen (1988-1989; 1999)
- Liga da Justiça (1989-1994; 2002)
- Crise nas Infinitas Terras (1989; 1996)

### Hanna-Barbera
- Astros HB (1980-1983)
- Scubidu (1981-1982)
- Os Smurfs (1982-1983)
- Don Pixote (1983)
- HB Show (1986-1987)

### Nacionais
- Turma do Lambe-Lambe (1982-1984), de autoria de "Daniel Azulay"
- Alegria em Quadrinhos (1986-1989), de autoria de Waldyr Igayara de Souza/Editora Abril
- Fofão em Quadrinhos (1986-1989), de autoria de "Orival Pessini"
- Gugu em Quadrinhos (1988-1990), de autoria de Dante Watson/Editora Abril
- Revista do Sérgio Mallandro (1988-1990), de autoria de Uno-Sketch
- O Menino Maluquinho (1989-1994), de autoria de "Ziraldo"

### Diversos
- A Pantera Cor-de-Rosa especial - 2 volumes (1987)
- Condorito

## Década de 90

### Disney
- Um Presente Chambinho (1993)
- Aventuras em Patópolis (1994-1996)
- Disney Apresenta (1995-1998)
- Pocahontas - O Encontro de Dois Mundos (1995-1996)
- O Destino do Zé Carioca (1996)
- Novos Clássicos Disney (1996)
- Clássicos de Luxo Disney (1998-1999)
- Coleção Disney - Série Espaçonaves (1998-1999)
- Coleção Disney - Série Zôo (1998-1999)

### Marvel Comics
- Graphic Marvel (1990-1993)
- Épicos Marvel (1991-1995)
- A Saga de Thanos (1992-1993)
- Conan, O Bárbaro (1992-1997)
- Wolverine (1992-2000)
- Homem-Aranha Anual (1992-1998)
- Capitão América & Motoqueiro Fantasma - Medo (1993)
- Justiceiro & Capitão América - Sangue e Glória (1993-1994)
- X-Men Classic (1993; 1995)
- Conan Saga (1993-1997)
- Homem-Aranha 2099 (1993-1996)
- X-Men 2099 (1994-1996)
- Origens dos Super-Heróis Marvel (1994-1999)
- Demolidor - Homem Sem Medo (1994)
- Desafio Infinito (1995)
- Drácula Versus Heróis Marvel (1995)
- Homem-Aranha - Vingança (1995)
- Rei Conan (1995)
- Conan O Aventureiro (1995-1996)
- X-Men Adventures (1995-1996)
- Cable - Sangue & Metal (1996)
- Dentes-De-Sabre - Caçada Mortal (1996)
- Homem-Aranha: Carnificina Total (1996)
- I.D.4 - Independence Day (1996)
- O Incrível Hulk - Futuro Imperfeito (1996)
- Justiceiro - Ano Um (1996)
- X-Factor Especial (1996)
- X-Men Gigante (1996)
- Excalibur Especial (1996-1997)
- Spider-Man Collection (1996-1997)
- O Melhor do Homem-Aranha (1996-1998)
- Os Fabulosos X-Men (1996-2000)
- Fator X (1997-1998)
- Marvel 97 (1997-1999) - Alternando o título para 98 em 1998 e 99 em 1999
- Ascensão do Apocalipse (1998)
- As Aventuras do Jovem Cable (1998)
- Backlash & Homem-Aranha (1998)
- Código de Honra (1998)
- Homem-Aranha - A Aventura Final (1998)
- Heróis Renascem (1998-1999) - Publicando os títulos Capitão América, Homem de Ferro, Quarteto Fantástico, Vingadores e O Retorno
- Demolidor - A Queda de Murdock (1999)
- Especial do Mês (1999)
- Conan em Cores 1 ao 13 - (sendo o nº 13 sob o título Rei Kull)

### DC Comics
- DC 2000 (1990-1994)
- Batman Anual (1990-1996)
- Robin (1992; 1994)
- Armageddon 2001 (1993)
- Batman - O Desenho da TV (1994-1995)
- Liga da Justiça & Batman (1994-1996)
- Vertigo (1995-1996)
- Batman - Dia das Bruxas (1995-1997)
- O Melhor de Batman (1996)
- Batman: Os Vigilantes de Gotham (1996-2000)
- Superboy (1994-1995; 1996-1999)
- Shazam! (1996-1997)
- Vingança do Submundo (1997)
- O Reino do Amanhã (1997)
- Santo dos Assassinos (1997)
- Melhores do Mundo (1997-2000)
- Gen¹³ & WildC.A.T.s (1998-1999)
- Bloody Mary (1998)
- Crime e Castigo (1998)
- Super-Homem: As Quatro Estações (1999)
- Super-Homem: O Homem de Aço (1999-2000)
- Liga da Justiça Internacional
- Superman Premium

Minisséries e Edições Especiais
- Batman Versus Predador (1992; 1996; 1999)
- A Morte do Super-Homem (1992; 1995)
- Um Conto de Batman - Asas (1993)
- Um Conto de Batman - Devoção (1993)
- Um Conto de Batman - Faces (1993)
- Robin 3000 (1993)
- Batman - A Espada de Azrael (1993; 1996)
- Batman - A Guerra da Secessão (1993)
- Batman - Gritos Na Noite (1993)
- Batman No Brasil (1993)
- Retorno do Super-Homem (1994)
- Lobo está Morto (1994)
- Um Conto de Batman - Estufa (1994)
- Um Conto de Batman - Gangues (1994)
- Um Conto de Batman - Lâminas (1994)
- Batman - Duas-Caras Ataca Duas Vezes (1995)
- Batman No Túnel do Tempo (1995)
- Super-Homem Versus Apocalypse - A Revanche (1995)
- Um Conto de Batman - de Volta À Sanidade (1995)
- Um Conto de Batman - Tao (1995)
- Um Conto de Batman - Criminosos (1996)
- Um Conto de Batman - Lobisomem (1996)
- Zero Hora (1996)
- Super-Homem versus Aliens (1997)
- Um Conto de Batman - Coma (1997)
- Batman - Conspiração (1998)
- Batman - O Longo Dia das Bruxas (1998-1999)
- Batman Preto e Branco (1998)
- Batman - Conspiração (1998)

### Image Comics
- Spawn (1996-2005)
- Savage Dragon (1996-1998)
- Youngblood (1996-1997)
- Brigada (1996)
- Glory (1996)
- Violador (1997)
- Wildstar (1997)
- Ângela (1998)
- Glory - O Intruso (1998)
- The Darkness & Witchblade (1998-2000)
- Kiss: Psycho Circus (1999)
- A Maldição de Spawn (1999-2000)

### Western Publishing Company
- Lulu e Bolinha Especial (1990-1992)
- Lulu e Bolinha (1993-1995)
- Almanaque da Lulu (1993-1994)
- Almanaque do Bolinha (1994)
- As Melhores Histórias de Luluzinha e sua Turma (1994)

### Warner
- O Melhor de Pernalonga (1990-1992)
- Festival Looney Tunes (1997-1999)
- Pernalonga e seus Amigos (1997-2000)

### Nacionais
- Almanaque Aventuras dos Trapalhões (1990-1994)
- Andrea, a Repórter (1991)
- Change Kids (1991)
- Quadrinhos do Faustão (1991)
- Revista do Menino Maluquinho (1994-1996)
- Senninha (1994-1999)
- TV Colosso em Quadrinhos (1994-1996)
- Turma do Barulho (1996)

### Diversos
- O Melhor de Pica-Pau (1990-1998)
- Almanaque Abril Jovem (1992)
- O Melhor de A Pantera Cor-De-Rosa (1992-1993)
- Heróis da TV (Série Série Heróis Japoneses) (1992-1993)
- Família Dinossauros (1992-1993)
- Barbie (1992-1996)
- Barbie - Edição Especial (1992-1993)
- Batman & Juiz Dredd (1992; 1995; 1998) - Edições Especiais crossover Marvel/Fleetway
- A Lenda de Kamui (1993)
- Comandos em Ação (1993)
- Almanaque do Manda-Chuva (1993)
- Almanaque do Scubidu (1993)
- Almanaque do Zé Colméia (1993)
- Almanaque dos Cybercop (1993)
- O Melhor de Os Jetsons (1993)
- O Melhor de Os Flintstones (1993-1994)
- As Melhores Piadas de Garfield (1993-1994)
- Almanaque da Família Dinossauros (1994)
- Almanaque da Barbie (1994)
- Almanaque do Spielvan (1994)
- Casper - Gasparzinho, O Fantasminha Camarada (1996)
- Sailor Moon (1996-1997)
- Dragon Ball minisséries (1997)
- Superalmanaque (1997-2003)
- Star Wars - Império do Mal (1997)
- Estranhos no Paraíso (1998)
- Groo, o Inteligente (1998)
- Os 300 de Esparta (1999)
- Robocop versus Exterminador do Futuro (1999)

Crossovers Marvel / DC Comics
- Grandes Encontros Marvel & DC (1993)
- Batman & Justiceiro/Justiceiro & Batman (1995; 1996)
- DC vs Marvel: O Conflito do Século (1997)
- Amálgama (1997)

## Década de 2000

### Disney
- Clássicos de Luxo Disney Premium (2000)
- Atlantis: O Reino Perdido (2001)
- W.I.T.C.H. (2002-2010)
- W.I.T.C.H. Especial (2003-2006)
- Mickey X (2003)
- O Melhor da Disney: As Obras Completas de Carl Barks (2004-2008)
- Minnie (2004-2006; 2011-2018)
- Aventuras Disney (2005-2009)
- Os Incríveis (2005; 2011)
- Mundo W.I.T.C.H. (2005)
- Princesas Disney (2005-2015)
- Disney Fadas (2006-2007)
- Pluto (2006-2007)
- Os Sobrinhos do Donald (2006)
- Disney Big (2008-2018)
- Almanaque Encantado de Férias Princesas (2008-2015)
- Mickey Férias (2008-2012)
- Pato Donald Férias (2008-2012)
- Tio Patinhas Férias (2008-2012)
- Pateta Férias (2009-2012)
- Mickey Extra! (2009-2013)
- Pato Donald Extra! (2009-2013)
- Tio Patinhas Extra! (2009-2013)
- Pateta Extra! (2009-2013)
- Almanacão de Férias Disney (2009-2014)
- História e Glória da Dinastia Pato (2009)

### DC Comics
- Superman (2000-2002; 2002)
- DC Um Milhão (2000)
- Batman - O Livro dos Mortos (2000)
- Batman - O Cavaleiro das Trevas 2 (2002)
- Batsquad (2002)
- Defensores (2002)
- Liga da Justiça - Batismo Negro (2002)
- A Morte de Robin (2002)
- A Morte do Superman (2002)
- Mundos em Guerra Especial (2002)
- Superman & Batman - As Duas Faces da Justiça (2002)

### Marvel Comics
- Marvel 2000 (2000)
- Marvel Século 21 - Homem-Aranha (2001)

### Warner/Cartoon Network
- Cartoon Cartoons (2002-2004)
- Pinky e Cérebro (2002)
- Tom & Jerry (2002-2004)
- The Powerpuff Girls (2003-2004)
- O Laboratório de Dexter (2003-2004)

### Diversos
- Fathom (2000)
- Speed Racer Minissérie (2000)
- Titan (2000)
- Tomb Raider (2000)
- Digimon Adventure (2001)
- Medabots (2002)
- Os Simpsons em Quadrinhos (2003-2005)
- Power Rangers (2007-2008)
- Super Strikas (2009-2010)

## Década de 2010

### Disney
- Clássicos da Literatura Disney (2010-2011)
- Toy Story (2010; 2011)
- Almanaque do Pateta (2010-2012)
- Almanaque Toy Story (2010-2012)
- Almanaque dos Super-Heróis Disney (2010-2012)
- Minnie Pocket Love (2010-2011)
- Pura Risada com o Mickey (2010-2011)
- Disney Gol (2011)
- Disney Jumbo (2011-2015)
- As Novas Aventuras de Donald Duplo (2011)
- Pateta Faz História (2011; 2017-2018)
- Carros (2011-2015; 2017)
- Carros Especial (2011)
- Club Penguin - A Revista (2012-2015)
- Essencial Disney (2012)
- Mega Disney (2012-2015)
- Grandes Histórias de Férias (2013-2015)
- Aviões (2014-2015)
- Minnie & Margarida (2014)
- As Muitas Vidas do Pato Donald (2014)
- Frozen - Uma Aventura Congelante (2015-2017)
- Palace Pets (2015)
- Disney Junior - A Revista (2015-2017)
- Tinker Bell (2015-2016)
- O Bom Dinossauro (2016)
- Procurando Nemo (2016)
- Pato Donald por Carl Barks (2016-2018)
- Os Anos de Ouro de Mickey (2017-2018)
- Biblioteca Don Rosa (2017-2018)
- DuckTales - Os Caçadores de Aventuras (2018)

#### Mangás
- Kingdom Hearts (2013)
- Kingdom Hearts: Chain of Memories (2014)
- Kingdom Hearts II (2014-2015; 2017)
- Kingdom Hearts 358/2 Dias (2014-2015)
- Operação Big Hero (2014)
- Princesa Kilala (2015)
- Alice no País das Maravilhas (2015)
- O Estranho Mundo de Jack (2015)
- Disney Fadas (2015)
  - O Roubo da Coroa das Fadas
  - O Segredo de Tinker Bell
- Stitch! (2015)
  - Stitch: Bem Vindo à Ilha Izayoi
  - Stitch no Japão
- WALL·E (2015)
- Miriya & Marie (2015)
- Monstros S/A/Lilo & Stitch (2015)
- Procurando Nemo (2015)
- Star Wars: Uma Nova Esperança (2016)
- Star Wars: O Império Contra-Ataca (2016)

#### Marvel Comics
- Avengers Assemble (2015-2018)
- Ultimate Spider-Man (2015-2018)

### DC Comics
- As Aventuras do Superman (2011-2015)
- Batman - Os Bravos e Destemidos (2011-2014)
- Os Jovens Titãs (2011-2014)
- Liga da Justiça Sem Limites (2011-2015)
- Batman: Gotham (2014-2015)
- Lanterna Verde (2014)
- A Sombra do Batman (2014)

### Nacionais
- Recreio Especial Quadrinhos (2011)
- Garoto Vivo (2012)
- UFFO - Uma Família Fora de Órbita (2012)
- Gemini 8 (2012)
- Meninos & Dragões (2013)

### Diversos
- Gormiti (2011)
- Gen (2012-2013)
- Monster High (2013-2014)
- Angry Birds Quadrinhos (2014-2016)